# Mervyn Davies
Thomas Mervyn Davies (9. prosince 1946 Swansea - 15. března 2012 Swansea) byl velšský ragbista, který hrál jako vazač. V roce 2015 byl jmenován do Světové ragbyové síně slávy. Obdržel Řád britského impéria. V hlasování velšských fanoušků z roku 2002 byl vybrán jako nejlepší velšský kapitán a vazač všech dob.

## Život
Za Wales odehrál 38 zápasů a připsal si 7 bodů. Osm zápasů si připsal i za Britské lvy. Z těchto celkově 46 zápasů zažil jen 9 porážek. Čtyřikrát vyhrál se svou zemí Pohár 5 národů (1969, 1971, 1975, 1976). Kariéru ukončil kvůli krvácení do mozku. Od mládí byl kuřákem a v listopadu 2011 mu byla zjištěna rakovina plic, kvůli které zemřel. Měl přezdívku Merv the Swerwe. 

### Klubová kariéra
- 1968 - 1972 London Welsh RFC
- 1972 - 1976 Swansea RFC